# 精密國際AS50狙擊步槍
精密國際AS50（英語：Accuracy International Arctic Semi-automatic 50）是一款由英国槍械製造商精密國際所研製及生產的重型半自動狙击步枪（反器材步槍），發射12.7×99毫米北約口徑（.50 BMG）制式步枪子彈。

## 歷史
AS50狙擊步槍是由英國精密國際專門為特種作戰使用而研發，主要用以打擊敵方物資和無裝甲或輕裝甲作戰裝備的敵人。2005年1月，它在美國拉斯维加斯SHOT Show之中首次公開展示，現在目前正被美國特種作戰司令部（英語：United States Special Operations Command，簡稱：USSOCOM）轄下的多個特種部隊，包括著名的海豹部隊所測試中。

## 概述
AS50狙擊步槍使操作者能夠使用具有高精度爆炸或燃燒彈藥對很遠距離以內的目標進行狙擊。AS50採用了氣動式半自動槍機和槍口制退器，使得AS50發射時會感受到的後座力比AW50手動槍機狙擊步槍低，並且能夠更快的狙擊下一個目標。AS50狙擊步槍有很高的可運輸性，符合人體工程學和輕便等優點。它可以在不需要任何工具（例如：螺丝起子）的協助下在三分鐘之內作不完全分解或重新組裝完畢。
AS50狙擊步槍具有1.5角分的精度。槍管為自由浮動式，並且以螺絲和箍在槍口裝上制退器。其兩塊式高級機加鋼材機匣裝置了一條不可移除的全長式戰術配件導軌，以便安裝日間／夜間光学狙擊鏡和／或夜視鏡，例如德國施密特-本德爾警用神槍手二型（Police Marksman II，簡稱：PM II）3—12×50可變倍率光學狙擊鏡或是Leupold Mark 4 Ultra系列10倍光學狙擊鏡。另外兩條較短的導軌安裝在護木的兩側，可以安裝戰術燈和／或雷射瞄準器。槍上具有兩腳架，腿架長度可調，位於步槍重心前方，能迅速地轉移目標，不使用時可以摺疊或快速拆卸。而後腳架／後握把亦用於提高在地面上的穩定性，或是讓使用者緊握以分散更多的後座力，不使用時亦可以摺疊起來。這枝武器可以超過1,500公尺（1,640.42码，4,921.26英尺）距離的目標進行精確狙擊。
AS50狙擊步槍在沒有瞄準鏡等戰術配件和連裝填5發12.7×99毫米（.50 BMG）北約口徑制式步枪子彈的可拆卸式彈匣的重量為14.1公斤（31.09磅）。

## 使用者
- 香港
  - 香港警務處[3]
    - 特別任務連
- 英国
  - 英國軍隊[4]
- 美国

## 流行文化
精密國際AS50同時出現在多個电视資訊節目和電子游戏裡，例如：

### 電視資訊節目
- 2007年—《新时代武器（英语：Future Weapons）》：1月19日第2季第1集（播出順序為第7集）“搜索殲敵戰術”（英語：Search and Destroy）
- 2007年—《現代武器》：1月15日第1季第1集（播出順序為第1集）“狙擊步槍”（英語：Sniper Rifles）
- 2009年—《一級軍火》

### 電子遊戲
- 2006年—：命名為「SR AS50」。
- 2007年—
- 2007年—：最早於韓國版2011年6月22日時推出，使用超合金打造的啞黑色槍身以及黑色手槍握把、後腳架及槍托，以5發容量彈匣供彈，裝有2—4倍放大倍率的一般瞄準鏡，並能夠通過武器強化系統升級的兩種強化型外觀。奇怪地没有無彈後定、在空倉重新裝填後玩家角色不會為槍械上膛，而且第一人稱視角的武器模組採用鏡像佈局（右手持槍時拉機柄及拋殼口在左邊）。港台地區於2011年6月28日推出，命名為「連環殺陣」；中国大陆地區於2011年6月29日推出，命名為「末日骑士」；在各地版本均已開放使用，但泰國版因結束營運的關係而不會在這個版本開放使用。另外亦有兩種改進版：
  - AS50 Gold：C-Box限定的黃金噴漆型。港台地區和中国大陆地區於2012年9月26日推出黃金版連其武器強化系統升級，前者命名為「終極殺陣」，後者命名為「末日金骑」；武器強化後不會有造型特殊變化；在各地版本均已開放使用，但泰國版及土耳其版因結束營運的關係而不會在這兩個版本開放使用。
  - Vandita：最早於韓國版2014年6月26日時推出，使用藍色槍身以及手槍握把、後腳架、槍托、彈匣和2—4倍放大倍率的一般瞄準鏡，發射.50 BMG聖水彈，彈匣容量提升至7發，準星改為十字架。港台地區於2014年7月8日推出，命名為「驅魔聖祈」（奇怪地被描述發射.50口徑左輪彈藥）；中国大陆地區於2014年7月9日推出，命名為「冰封圣骑」；泰國版及土耳其版因結束營運的關係而不會在這兩個版本開放使用。
- 2008年—：命名為「AS-50」，以5發彈匣供彈。武器模組採用鏡像佈局（拋殼口和拉機柄都在左邊）。
- 2009年—：2010年6月29日獨立资料片《武裝行動2：箭頭行動》的追加下载内容《武裝行動2：英國武裝部隊》，命名為「AS50」，由英軍反器材狙擊手所使用。
- 2010年—
- 2011年—：命名為「AS50」，使用10發彈匣供彈，只在生存模式、特种行动模式及聯机模式之中出現。奇怪地兩邊都設有拋殼口。最高攜彈量為100發（單人模式）和30發（聯機模式），裝有預設的狙擊鏡；聯機模式時於等級22解鎖，並可以使用預設狙擊鏡、ACOG光學瞄準鏡、消音器、心跳探測器、延長彈匣、熱能探測式瞄準鏡、可變倍率式瞄準鏡（狙擊鏡）；生存模式時於等級42解鎖，價格為$2,000。
- 2012年—《決勝時刻Online》：命名为“北极.50BMG”。原案为除装备消音器外，射击全身任意位置可一击必杀，且可装备高爆燃烧穿甲弹。版本更新后，击中胸部以上位置可一击必杀，但射速有所提升，取消高爆燃烧穿甲弹。GP 在达到一定等级后可购买，CP亦可购买。
- 2012年—《战争前线》：命名為「AS50」，為狙擊手專用武器，以5發彈匣供彈，可以改装战术导轨配件（狙击枪双脚架、特殊狙击枪双脚架）以及瞄准镜（狙击枪5.5×瞄准镜、狙击枪4.5×中程瞄准镜、狙击枪4×短程瞄准镜、狙击槍5×快速瞄准镜），視為自帶槍口制退器。擁有黄金版本、皇冠幣專屬塗裝、中國新年專屬塗裝與聖誕節專屬塗裝版本，強化載彈量。
  - 中國大陸伺服器尚未實裝通常版，歐美與俄羅斯伺服器已實裝通常版，為抽獎武器；皇冠版本可以使用皇冠幣購買；聖誕節版本與中國新年版本為活動專屬武器。
- 2019年—《明日之后—末日生存》：综合等级达到48级即可使用，需要由配方研究台，为抽奖武器（消耗140配方殘頁及400金條。分为普通，雨戰先鋒，雪地精英及典藏版四個塗裝。此外，此槍在遊戲中被奇怪的改成了栓動式，且遊戲角色在拉栓時手上面是中空的（即拉動「由空氣組成的槍栓」）。
- 2019年—：命名為「Arctic.50」。

## 外部連結
- （英文）—精密國際官方頁面
- （英文）—Modern Firearms—Accuracy International AS50 sniper rifle （页面存档备份，存于）
- （简体中文）—D Boy Gun World（槍炮世界）—AS50半自动狙击步枪 （页面存档备份，存于）

### 视频
- 新时代武器（英语：Future Weapons）第2季第1集（播出順序為第7集）“搜索殲敵戰術”（英語：Search and Destroy）的YouTube上的相關視頻
- 一級軍火（英語：Ultimate Weapons）的YouTube上的相關視頻